# Monte Brasil

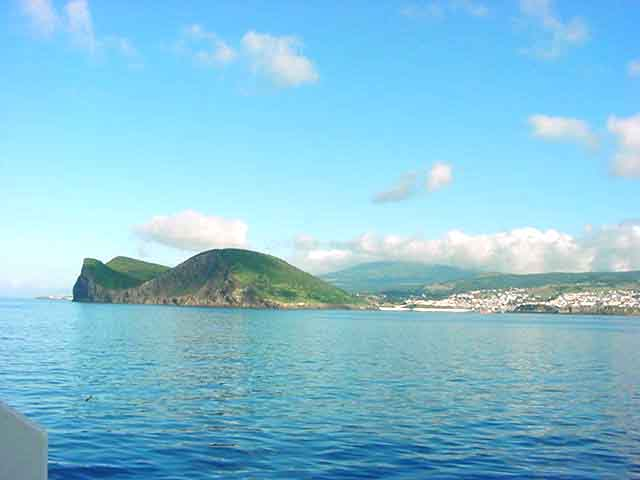
Monte Brasil, Angra do Heroísmo: vista a partir do mar.

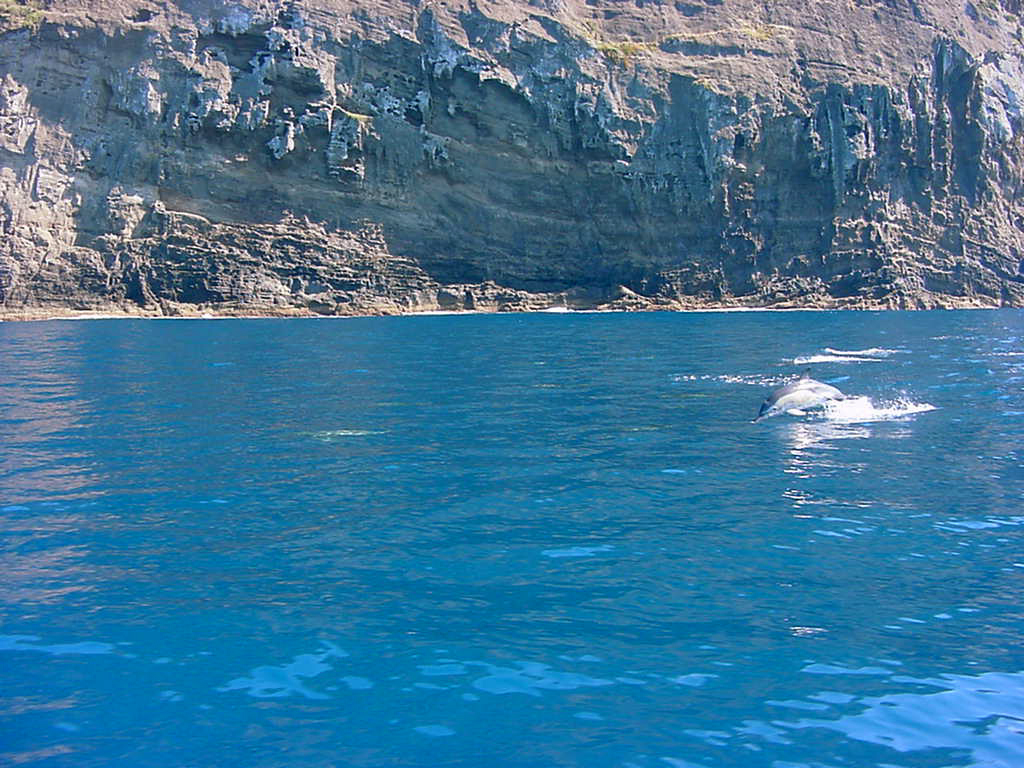
Golfinhos junto ao Monte Brasil.

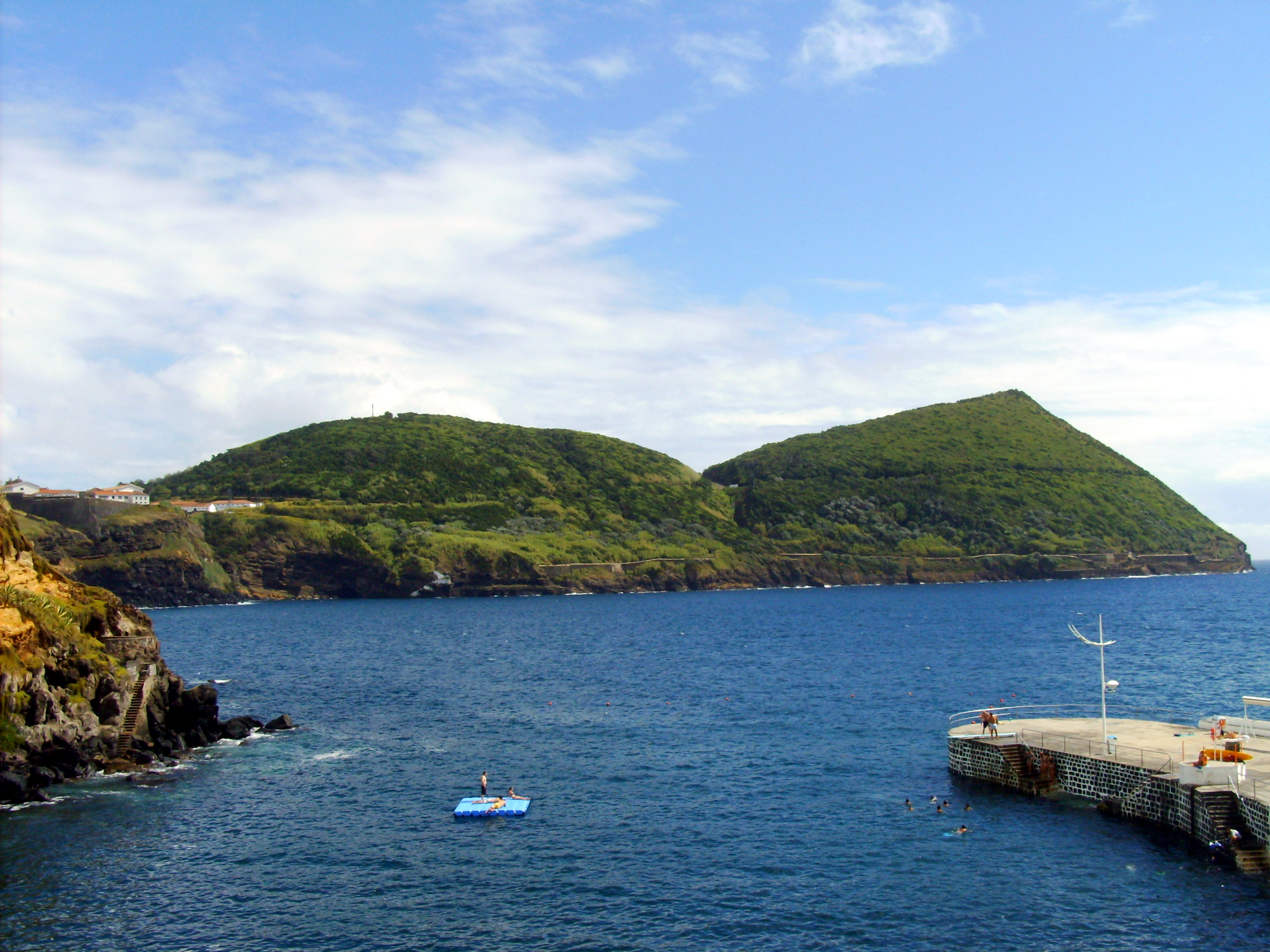
Monte Brasil, Angra do Heroísmo: vista a partir da baía do Fanal.

A península do Monte Brasil localiza-se na freguesia da Sé, na cidade e município de Angra do Heroísmo, na costa sul da ilha Terceira, nos Açores. É um cone vulcânico, com 205 m de altitude máxima, com a cratera afundada até 30 m de altitude e rodeada por cumeiras com 104 m, a norte, 159 m, a sul, e 198 m, a ocidente. É constituído por escórias vulcânicas e materiais piroclásticos finos, sobre basaltos andesíticos no istmo, formando uma península proeminente da costa sul, que abriga o lugar e o porto da cidade de Angra do Heroísmo.

## Descrição
O Monte Brasil é um cone de tufos do tipo surtseiano, formado por uma erupção vulcânica submarina de natureza basáltica, em águas pouco profundas. Este tufo exibe inúmeros, perfeitos e bem conservados fósseis de moldes da vegetação existente à data da erupção, há alguns milénios atrás. O Monte Brasil é o maior cone de tufos dos Açores e forma uma península com cerca de 1,4 km2, ladeada por duas baías: a de Angra, a Leste e a do Fanal, a Oeste. A sua cratera está rodeada por quatro elevações: os Picos das Cruzinhas, do Facho, da Vigia da Baleia e do Zimbreiro. Constitui um ótimo miradouro para a cidade de Angra, toda a zona sul da Terceira e para as ilhas vizinhas. Neste local desenvolvem-se diversas atividades de lazer, como caminhadas, passeios de bicicleta e visitas a vários pontos com interesse turístico e histórico-cultural, como é o caso da Fortaleza de São João Baptista, a muralha que circunda o cone, o Pico das Cruzinhas e a Ermida de Santo António. Este geossítio, vizinho da primeira cidade portuguesa Património Mundial da UNESCO, possui relevância nacional e interesse científico, pedagógico e geoturístico.
No século XV inicia-se a fortificação da baía a partir do Monte Brasil, com a construção dos fortes de São Benedito, de Santo António e da Quebrada (já na encosta sul), ou ainda com o forte mandado construir por Ciprião de Figueiredo, no contexto da invasão espanhola de 1580. Todavia, o expoente máximo da vocação militar do Monte Brasil ocorreu durante a administração filipina, com a ordem de construção da grande fortaleza de São Filipe, rebatizada de São João Baptista após a Restauração da Independência. Apesar do seu contexto inequivocamente militar, é também inegável a atmosfera recreativa que se faz sentir, proporcionada pelo clima ameno, pelo denso coberto vegetal e pelas diferentes perspetivas e pontos de vista que oferece sobre a cidade e sobre o mar. Posteriormente, já no início do século XIX, dois jardins de buxo de desenho rocaille ocupavam a entrada do atual Relvão, com passeios de 'joga' reconhecidos pela elegância dos padrões que formavam. Dos últimos, resta apenas um portão em ferro datado de 1825. Mais tarde, por iniciativa de Manuel Baptista de Lima (1920-1996), diretor do Museu de Angra, o Relvão foi convertido em parque da cidade, tendo sido concretizada a permuta dos terrenos do Relvão destinados aos exercícios militares por outros situados na caldeira do mesmo Monte Brasil. O novo jardim foi inaugurado na década de 1940. Reconhecido pelos locais como parque natural da cidade de Angra, ocupa uma superfície de 63ha, situada entre os 100 e os 200m de altitude. Insere-se num aparelho vulcânico originado por uma erupção submarina, composto por formações de tufo vulcânico. A cratera mãe, de depressão suave e com um denso coberto vegetal maioritariamente exótico, é observável a partir do monte. Trata-se de um espaço qualificado pelo património histórico existente, nomeadamente o castelo, a ermida de Santo António, o conjunto do paiol filipino e guaritas militares, o mastro dos sinais (Posto Semafórico no Pico do Facho), as vigias da baleia (Pico da Vigia), o padrão da Descobrimento dos Açores e as baterias antiaéreas do período da II Grande Guerra Mundial (Pico das Cruzinhas), bem como a recente estátua erguida em memória de Afonso VI, o malogrado rei português que esteve exilado no Monte Brasil entre 1669 e 1674. De todos estes pontos de observação conseguem-se vistas amplas sobre o oceano. Já as zonas mais densas de mata, onde são predominantes os incensos (Pittosporum undulatum), encerram as áreas de piquenique, parque infantil, cercas de animais, entre outros equipamentos de apoio.
Constitui-se no cone abatido de um antigo vulcão extinto, com origem no mar, composto por uma caldeira rodeada por quatro picos: o Pico das Cruzinhas, o Pico do Facho, o Pico da Quebrada (onde se situa a vigia da baleia) e o Pico do Zimbreiro. Mantém restos da cobertura vegetal original e encontra-se classificada como Reserva Florestal de Recreio.
Forma duas baías: a baía de Angra, a Leste, que deu o nome à cidade, e a baía do Fanal, a Oeste.
De seu alto descortina-se uma vista panorâmica sobre a cidade, sua baía e marina, o Porto Judeu, a Ribeirinha, os Ilhéus e, para Poente, desde a baía do Fanal, passando pela baía de Villa Maria até à freguesia São Mateus da Calheta. Do seu topo, em dias limpos pode ver-se, para o Poente, a ilha de São Jorge e a ilha do Pico, a freguesia piscatória de São Mateus da Calheta; o Caminho de Baixo, a localidade de São Carlos, a zona balnear da Silveira e toda a cidade de Angra. A Este, subindo a Serra da Ribeirinha, vê-se a freguesia do mesmo nome, mais abaixo, junto ao mar o Porto Judeu surge, juntamente com a vista dos Ilhéus das Cabras. Olhando para o interior, descortina-se a maior elevação da ilha, a serra de Santa Bárbara, ao lado da Serra do Morião ou da Nasce Água.
A sua origem provém de um antigo vulcão submarino que emergiu a sul da ilha da Terceira. O vulcão é constituído por uma caldeira rodeada por quatro picos: o Pico das Cruzinhas, o Pico do Facho, o Pico da Quebrada (onde se encontra a vigia das baleias) e o Pico do Zimbreiro. Com isso, são formadas duas baías: a baía de Angra, a Leste e a Oeste a baía do Fanal. Há quem acredite que a erupção que deu origem ao Monte Brasil tenha acontecido há mais de 20 000 anos, fenómeno este que proporcionou a criação da conhecida Península do Monte Brasil que foi resultado da acumulação de cinzas por queda direta do material lançado pelo vulcão na sua erupção. Assim sendo, a Ilha Terceira ganhou, aproximadamente, 500 metros de comprimento e 500 metros de largura.
Entre o final do século XVI e o início do XVII, foi quase que inteiramente rodeada por uma das maiores fortificações atlânticas da época: a Fortaleza de São João Baptista, considerada uma das maiores construídas por Espanha em todo o mundo. Era ela que, juntamente com o Forte de São Sebastião, defendia a cidade e o porto de Angra dos ataques dos piratas e corsários que tentavam apoderar-se das riquezas trazidas pelas naus da Carreira da Índia.
No Monte Brasil existem outros locais de referência como é o caso da Ermida de Santo António, erguida em 1615. No Pico do Facho, está implantado um posto semafórico, ali construído no século XVI e posteriormente modernizado, estando a estrutura atual datada de meados do século XIX. Daqui o trilho contorna a caldeira, onde a vegetação predominante é composta pela endémica Urze (Erica azorica), passando pelas ruínas do Forte da Quebrada, integrado no conjunto defensivo da Fortaleza de São João Baptista. Num dos cumes existe uma vigia da baleia, uma estrutura destinada a detectar a presença de cachalotes e outros cetáceos nos mares ao sul da ilha utilizada durante a baleação, particularmente pelas armações baleeiras sedeadas no porto de São Mateus da Calheta. No pPico das Cruzinhas, sobranceiro á cidade, existe uma bateria de defesa anti-aérea, de origem britânica, ali instalda durante a II Guerra Mundial. O Pico das Cruzinhas, integrado na Reserva Florestal de Recreio do Monte Brasil, constitui um local privilegiado para contemplar a cidade de Angra do Heroísmo, mas também alguns viveiros de aves e outros animais, antigas peças de artilharia antiaérea e o monumento ao V Centenário do Povoamento da ilha Terceira (1432 – 1932). Disnta dewste munumento existe uma estátua de D. Afonso VI de Portugal.
A vegetação que recobre o monte é secundária, resultado da renaturalização que se seguiu ao abandono, em meados do século XX, dos campos de cultura que ali existiram. A floresta é dominada por faia-do-norte (Pittosporum undulatum), com múltiplas outras espécies arbustivas, incluindo algumas que são endemismos açorianos.
>Sobre o istmo que liga o Monte Brasil à ilha, existe a larga esplanda da fortaleza, com covas de lobo nos pontos mais sensíveis para a sua defesa. Na parte leste situa-se o Parque do relvão, antigo lugar de exercício das forças militares, hoje ocupado por um parque infantil e uma zona alargada de relvado destinado à fruição da paisagem.

## Grutas[13]
- Tubo 1 do Monte Brasil
- Tubo 2 do Monte Brasil

## Galeria

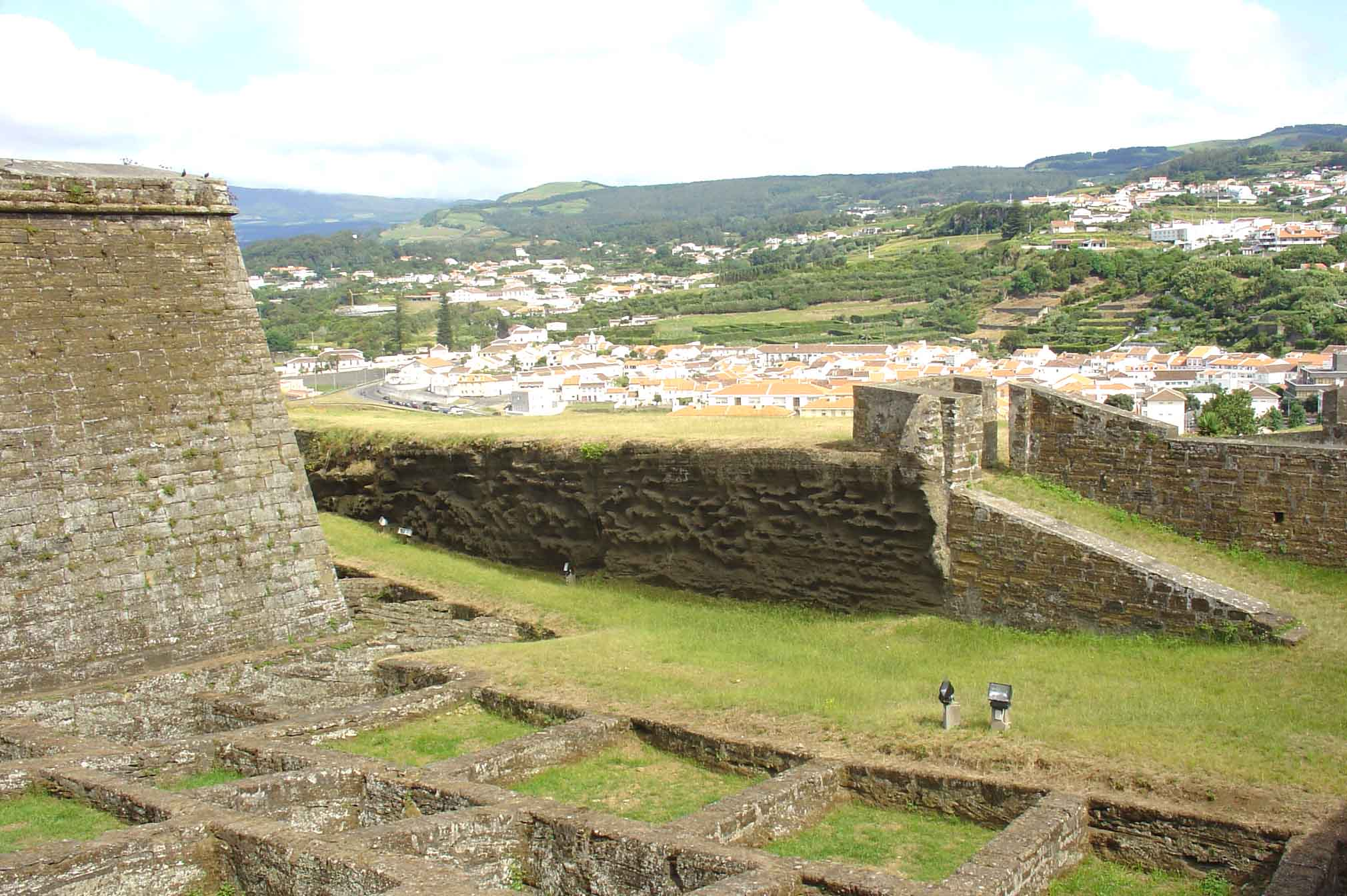
Fortaleza de São João Baptista com a cidade ao fundo
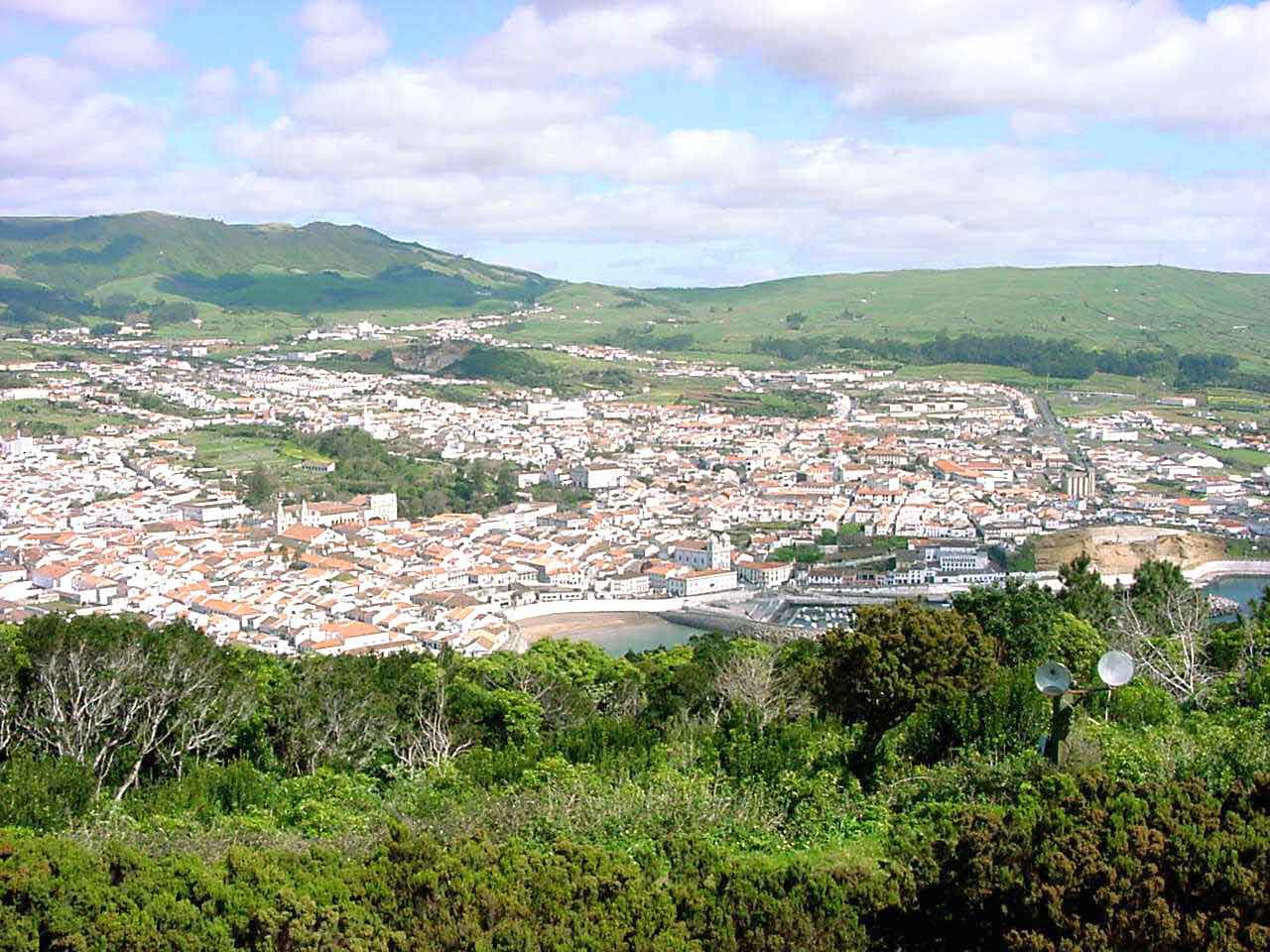
Vista da cidade de Angra do Heroísmo a partir da encosta do Monte Brasil
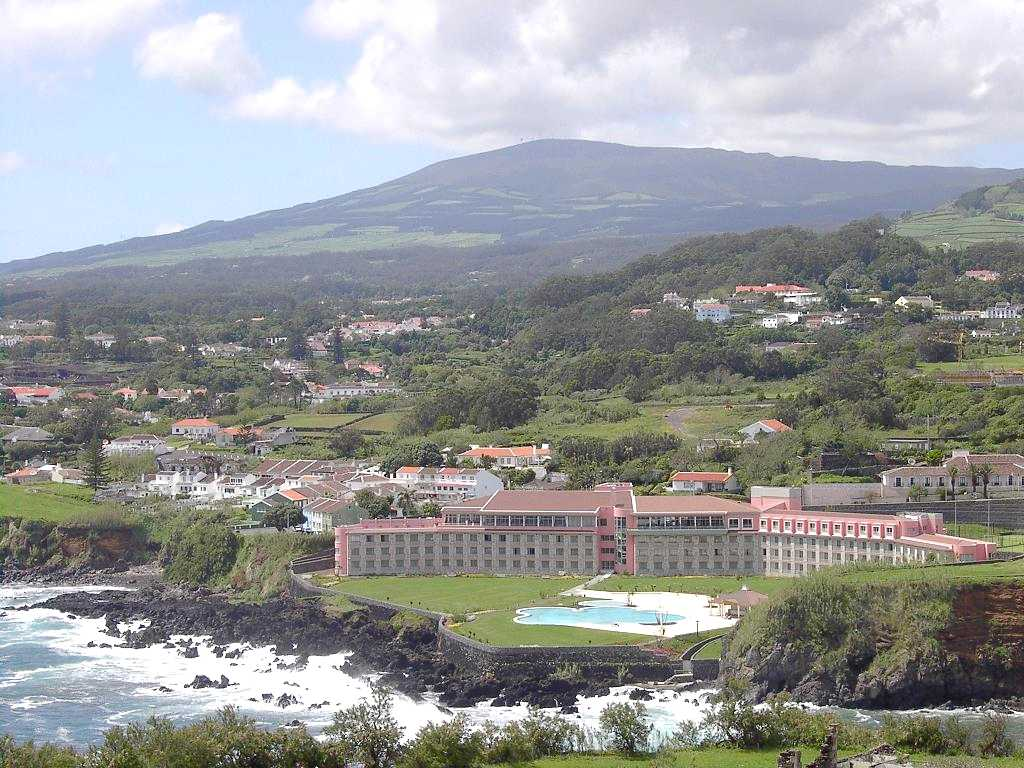
Vista do Monte Brasil com a serra de Santa Bárbara ao fundo
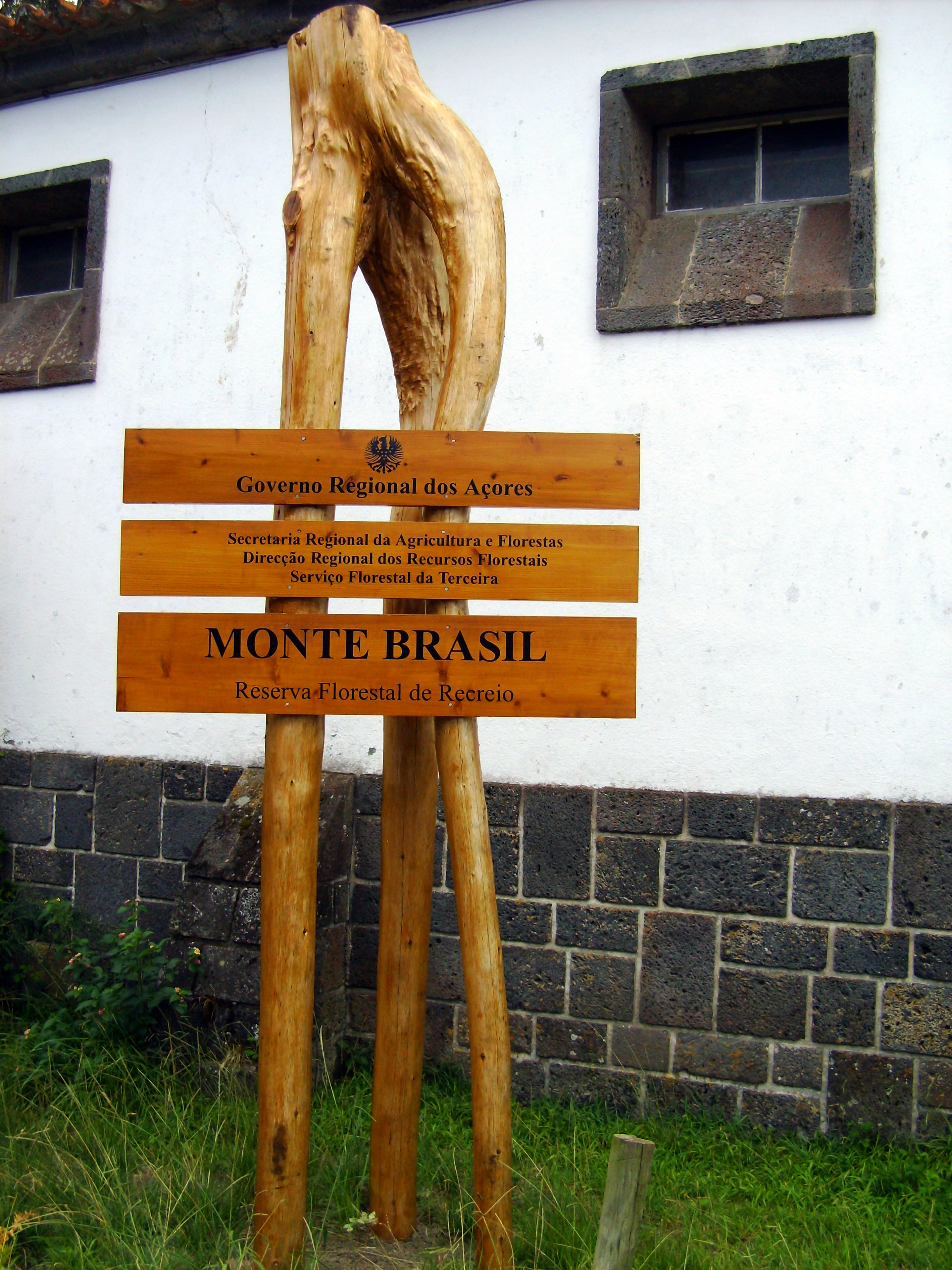
RFR Monte Brasil: placa indicativa